# Антонов, Виктор Александрович
Виктор Александрович Антонов (1930 — неизвестно) — советский хозяйственный, государственный и партийный деятель.

## Биография
Родился в 1930 году. Член КПСС с  года.
С 1948 года — на хозяйственной, общественной и политической работе. В 1948—1989 гг. — учетчик-весовщик, механик, завмастерскими Калининской МТС Ташкентской области, главный инженер совхоза «Вревский», заместитель начальника отделе Ташкентского треста совхозов, второй секретарь Чиназского райкома партии, директор совхоза «Малик», председатель Сырдарьинского областного объединения, зампредседателя республиканского объединения «Узсельхозтехника», инструктор ЦК КПСС, первый заместитель председателя Госплана Узбекской ССР, второй секретарь Ташкентского областного комитета КП Узбекистана, первый секретарь Сырдарьинского областного комитета КП Узбекистана, секретарь ЦК КП Узбекистана. 
Избирался депутатом Верховного Совета Узбекской ССР 10-го и 11-го созывов.
Делегат XXVI и XXVII съездов КПСС. 

## Награды
Орден Ленина, орден Октябрьской Революции, орден Трудового Красного Знамени, орден «Знак Почёта».